# コンパニオン (接客業)
コンパニオンとは、（日本語特有の表現として）接客係を務める職業（主に女性）を指す。料亭や旅館・ホテルの宴会場などに出張して酒席での接客を行う。

## 本来の意味
英語でのコンパニオン (companion) の本来の意味は「仲間」「連れ」である。語源はラテン語で、コンパニオン (Compagnon) の語はラテン語のクム (Cum=共に、一緒に）とパニス (Panis=パン) を合わせた語で「パンを共に食べる仲間」のことである。 中世ヨーロッパではパンを共に食べることが家族であり仲間である証であった。キリスト教教会では今日でも聖餐式でパン（聖体）を共に食べて神と一つになり、また信徒同志の交わりを確かなものにしている。

## 解説
宴会や会社の職場旅行などで利用することが多い。コンパニオンは料亭や宿泊施設などの従業員ではなく、コンパニオン業者に料亭などが派遣を依頼する。客が直接コンパニオンを呼ぶことはほとんどなく、料亭等を通じて依頼することになる。通常は施設付近のコンパニオン派遣業者に依頼するが、山間部の温泉の場合は離れた町から来る場合もある。温泉旅館などに泊まるとき、宴会プランに追加してサービスを依頼する。温泉旅館でコンパニオンを依頼すると「時間延長をしませんか」と勧誘される場合があるが、してもしなくても良い。逆に延長を頼んでも予約などの都合によりできない場合もある。
主な業務内容は「お酌」と「話相手」であるが、カラオケを一緒に歌ったりすることもある。したがって、人とのコミュニケーション能力が重要である。インバウンドに対応し、数か国語を自由に使いこなせるマルチリンガルなコンパニオンも存在する。衣装はレディーススーツや和服の場合があるが、チャイナドレスの場合もある。肌の露出が大きい服装であることが多い。
現在、コンパニオンは主に「ノーマルコンパニオン」「コスプレコンパニオン」「シースルーコンパニオン」「ピンクコンパニオン」があると言われているが、これは旅行商品から生まれた俗語（商品名）である。ピンクコンパニオンとは宴会ゲーム等をすることが可能で、宴会ゲームの代表的なものとして、ポッキーゲーム、野球拳、ツイスターゲームなどがある。
最近では、女性客向けに男性コンパニオンを派遣できる温泉旅館もある。
特別な芸（例えば三味線、小唄、演舞など）のできるコンパニオンを依頼したい場合は、予約段階で確認しておく必要がある。
お酌を行うコンパニオンは風営法の接客業務受託営業に該当するため、公安委員会の許可が必要になる。